# Dānāpur
Dānāpur (engelska: Dinapore) är en ort i Indien.   Den ligger i distriktet Patna och delstaten Bihar, i den nordöstra delen av landet, 900 km öster om huvudstaden New Delhi. Dānāpur ligger 59 meter över havet och antalet invånare är 152 940.